# Psecacera atriventris
Psecacera atriventris är en tvåvingeart som beskrevs av Aldrich 1934. Psecacera atriventris ingår i släktet Psecacera och familjen parasitflugor. Inga underarter finns listade i Catalogue of Life.